# Japan Cup

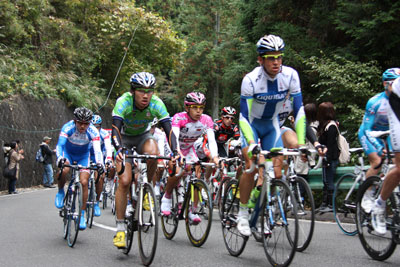
Japan Cup 2009

De Japan Cup is een wielerwedstrijd die jaarlijks in oktober wordt gehouden in Japan. De wedstrijd maakt deel uit van de UCI Asia Tour, de Aziatische tak van de Continentale circuits van de UCI. Hoewel de wedstrijd in oktober wordt verreden, tellen de te verdienen punten mee voor het klassement van het volgende jaar.
Claudio Chiappucci en Sergio Barbero wisten de wedstrijd allebei drie keer te winnen en zijn daarmee recordhouder. Andere bekende winnaars zijn Gilberto Simoni, Patrik Sinkewitz en Damiano Cunego.
Twee keer won er een Belg (Hendrik Redant in 1992 en Fabien De Waele in 1998) en in 2015 en 2019 won de Nederlander Bauke Mollema.
In 1996 maakte de wedstrijd gedurende een jaar deel uit van de toenmalige Wereldbeker Wielrennen.

## Lijst van winnaars

### Meervoudige winnaars
| Overwinningen | Renner             | Jaren            |
| ------------- | ------------------ | ---------------- |
| 3             | Claudio Chiappucci | 1993, 1994, 1995 |
| 3             | Sergio Barbero     | 1999, 2002, 2003 |
| 2             | Damiano Cunego     | 2005, 2008       |
| 2             | Nathan Haas        | 2011, 2014       |
| 2             | Bauke Mollema      | 2015, 2019       |
| 2             | Neilson Powless    | 2022, 2024       |

### Overwinningen per land
| Overwinningen | Land                                                         |
| ------------- | ------------------------------------------------------------ |
| 15            | Italië                                                       |
| 4             | Australië                                                    |
| 2             | België, Verenigde Staten , Nederland                         |
| 1             | Denemarken, Duitsland, Ierland, Japan, Portugal, Zwitserland |

1992 · 
1993 · 
1994 · 
1995 · 
1996 · 
1997 · 
1998 · 
1999 · 
2000 · 
2001 · 
2002 · 
2003 · 
2004 · 
2005 · 
2006 · 
2007 · 
2008 · 
2009 · 
2010 · 
2011 · 
2012 · 
2013 · 
2014 · 
2015 · 
2016 ·
2017 ·
2018 ·
2019 ·
2020 ·
2021 ·
2022 ·
2023 ·
2024